# Natalja Jonckheere
Natalja Jonckheere (Oostende, 21 oktober 1970) is een Belgische voormalige atlete die gespecialiseerd was in het hoogspringen.

## Loopbaan
Jonckheere won in 1988 haar eerste Belgische titel in het hoogspringen bij de senioren. Ze behaalde als junior zowel op de wereldkampioenschappen voor junioren in 1988 als de Europese kampioenschappen voor junioren in 1989 de finale.
Indoor behaalde Jonckheere in 1989 haar eerste Belgische titel. Ze bereikte dat jaar zowel op de Europese als op de wereldkampioenschappen de finale.
In 1994 nam Jonckheere deel aan de EK, waar ze werd uitgeschakeld in de kwalificaties. Begin 1995 verbeterde ze het Belgisch record van Chris Soetewey en Sabrina De Leeuw tot 1,95 m. Ze nam dat jaar zowel indoor als outdoor deel aan de WK. Indoor werd ze knap negende met een sprong van 1,93. Outdoor werd ze uitgeschakeld in de kwalificaties. Een ontgoocheling, want de verwachtingen waren hoog, gezien het feit dat ze vlak voor de WK ook het Belgisch record outdoor op 1,95 had gebracht.
In 1996 kon Jonckheere zich door een blessure aan de achillespees niet kwalificeren voor de Olympische Spelen. Ook 1997 ging door blessures en een operatie aan de voet volledig verloren. In 1998 en 1999 behaalde ze nog twee indoortitels.
In 2000, na een laatste poging tot een comeback voor de Olympische Spelen van Sydney, kwam er met opnieuw een blessure een abrupt einde aan de carrière van deze hoogspringster.
Clubs
Jonckheere begon haar carrière bij HC Oostende en stapte in 1990 over naar AV Toekomst. Later sloot ze aan bij Excelsior Sport Club.

## Belgische kampioenschappen
Outdoor
| Onderdeel    | Jaar                   |
| ------------ | ---------------------- |
| hoogspringen | 1988, 1991, 1994, 1995 |

Indoor
| Onderdeel    | Jaar                               |
| ------------ | ---------------------------------- |
| hoogspringen | 1989, 1992, 1995, 1996, 1998, 1999 |

## Persoonlijke records
Outdoor
| Onderdeel    | Prestatie      | Datum        | Plaats    |
| ------------ | -------------- | ------------ | --------- |
| hoogspringen | 1,95 m (ex-NR) | 29 juli 1995 | Norderney |

Indoor
| Onderdeel    | Prestatie      | Datum            | Plaats |
| ------------ | -------------- | ---------------- | ------ |
| hoogspringen | 1,95 m (ex-NR) | 12 februari 1995 | Gent   |

## Palmares

### Hoogspringen
- 1988:  BK AC - 1,87 m
- 1988: 9e WK U20 in Sudbury - 1,81 m
- 1989:  BK AC indoor - 1,90 m
- 1989: 10e EK indoor in Den Haag - 1,80 m
- 1989: 12e WK indoor in Boedapest - 1,88 m
- 1989: 7e EK U20 in Varazdin - 1,83 m
- 1991:  BK AC - 1,83 m
- 1992:  BK AC indoor - 1,84 m
- 1993: 10e Universiade in Buffalo - 1,86 m
- 1994:  BK AC - 1,85 m
- 1994: kwalificaties EK in Helsinki - 1,84 m
- 1995:  BK AC indoor - 1,89 m
- 1995: 9e WK indoor in Stuttgart - 1,93 m
- 1995:  Universiade in Fukuoka - 1,88 m
- 1995: kwalificaties WK in Göteborg - 1,85 m
- 1995:  BK AC - 1,92 m
- 1996:  BK AC indoor - 1,85 m
- 1998:  BK AC indoor - 1,84 m
- 1999:  BK AC indoor - 1,88 m